# Thyrsus (Sagengestalt)

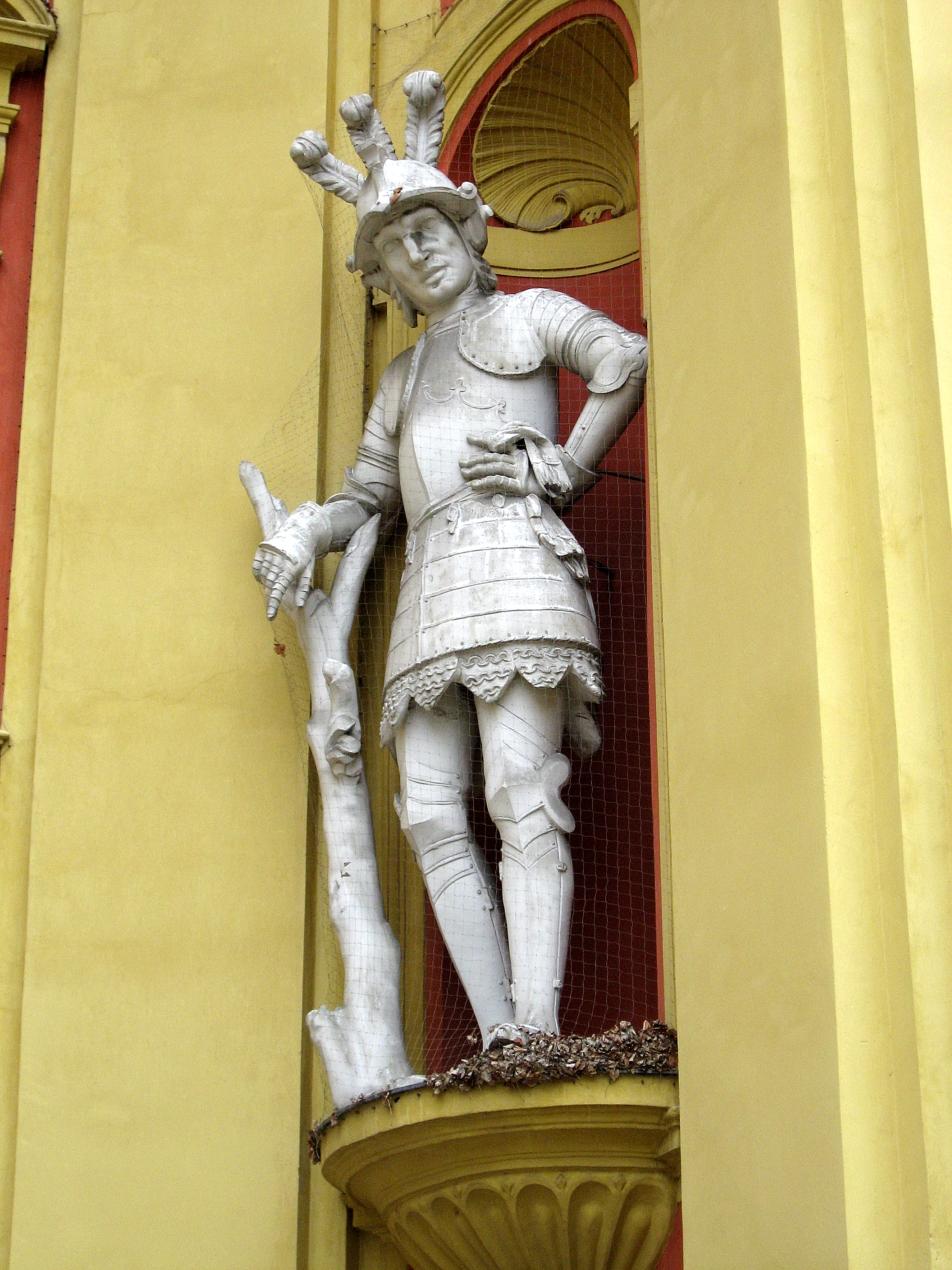
Statue des Riesen Thyrsus über dem Portal der Stiftskirche Wilten, geschaffen von Nikolaus Moll 1716/19

Der Riese Thyrsus ist eine Sagenfigur aus Tirol, die in Leithen bei Reith gelebt haben soll.
Thyrsus wird in der Sage vom Riesen Haymon erwähnt. Überlieferungen zufolge war er stärker, gewandter und einen halben Kopf größer als Haymon.
Zur Zeit der Pest soll Thyrsus schwer erkrankt sein. Um die übrigen Dorfbewohner nicht anzustecken, soll er sich in den Gewölbekeller seines Hauses zurückgezogen haben, wodurch Leithen von der Pest verschont geblieben ist.

## Allgemeines
Thürse, Thürsus oder Thurse sind in der germanischen Mythologie Bezeichnungen für urzeitliche Riesen. Die Hrimthursen sind demnach Frost- und Reifriesen, die vom Weltriesen Ymir abstammen.
In der Sage vom Riesen Haymon allerdings ist Thyrsus ein Eigenname.

## Überlieferung
Die Ursache des Streits zwischen den beiden Riesen Haymon und Thyrsus wird unterschiedlich wiedergegeben:
Eine Überlieferung erzählt davon, dass Thyrsus sich vom neuzugereisten Haymon ("Rheinländer") provoziert fühlte, da er bereits seit Ewigkeiten im Oberinntal lebte.
Eine andere Überlieferung spricht von einer plötzlichen Zerstörung von Haymons Schloss. Eine Variante dieser Überlieferung berichtet, dass Thyrsus das Schloss zerstört habe, während Haymon schlief. Eine andere Form der Überlieferung spricht davon, dass Haymons menschliche Nachbarn die Tat begangen hätten, und dass Haymon durch die Anschuldigung eines Bauern gegen Thyrsus aufgebracht wurde, da der Bauer wissend den unschuldigen Thyrsus als den Täter nannte.
Der Kampf zwischen den beiden Riesen fand der Überlieferung nach beim Weiler Thyrschenbach – heute: Dirschenbach – statt.
Im Verlauf des Kampfes stach Haymon mit seinem Schwert dem Thyrsus eine tiefe Wunde in die Ferse, sodass ein Strahl hellen Blutes heraussprang. Thyrsus nahm einen Wasen, stopfte sich damit die Wunde zu und flüchtete ins Karwendel. Das viele Blut, welches er verloren hatte, sickerte ins Gestein. Haymon aber holte ihn in der Nähe des Leitnerkogel ein und erschlug ihn. Die letzten Worte des Riesen Thyrsus sollen gelautet haben: „Spritz Bluet! Sei für Viech und Menschen gut!“
Erst lange Zeit später, als die Geschichte längst vergessen war, fanden Bauern das heilende Thyrsusblut – von diesen „Dirschenblut“ genannt – in den Steinen der Karwendelberge. Aus dem Thyrsenblut wird das heilkräftige Tiroler Steinöl gewonnen.

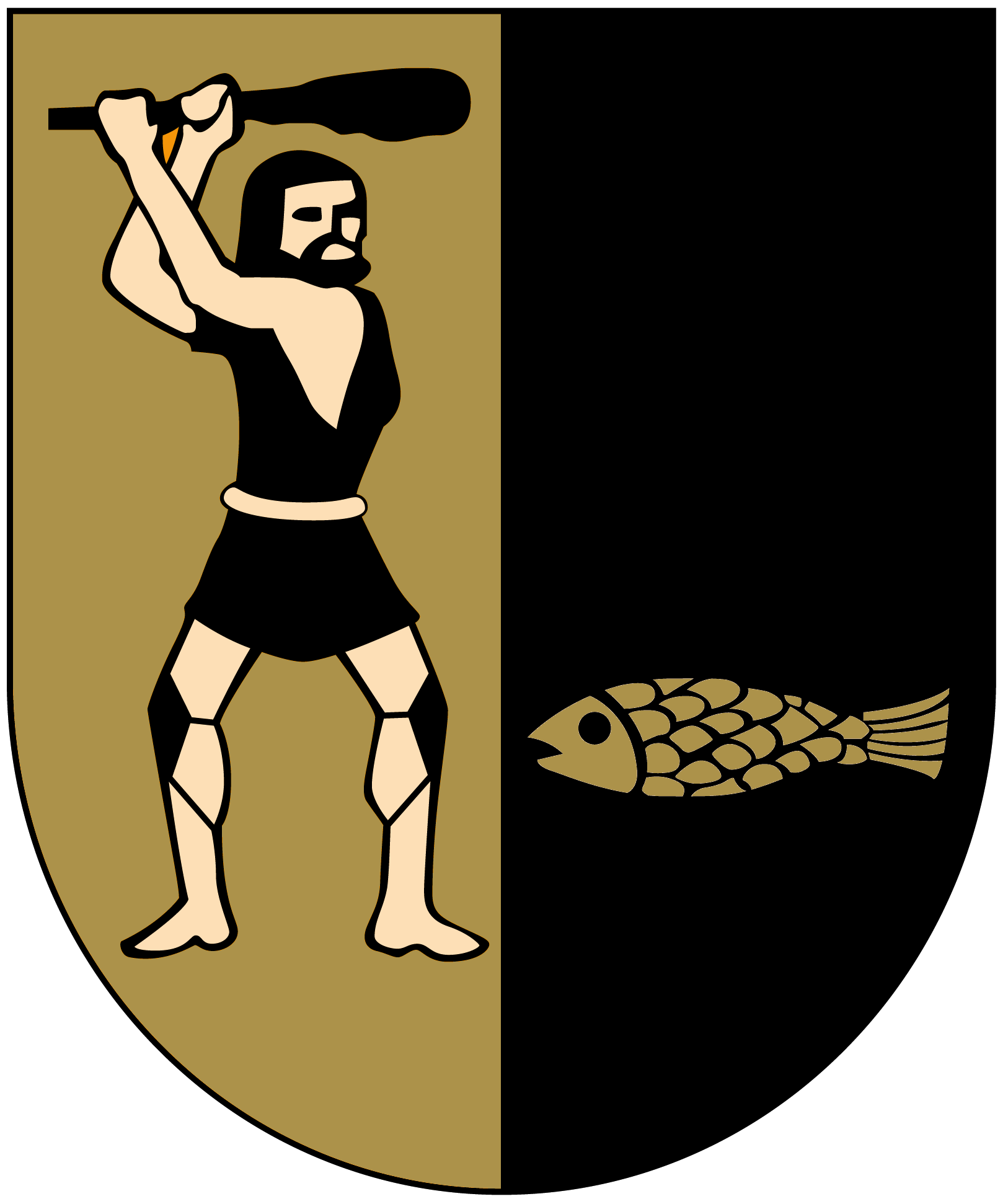
Das Wappen von Reith bei Seefeld

## Verschiedenes
- Gegenüber von der Kapelle zum Heiligen St. Magnus in Reith (bereits in Leithen) liegt das Riesenhaus, worin Thyrsus gelebt haben soll.
- Thyrsus wird zusammen mit einem Fisch (als Symbol für das Steinöl) im Gemeindewappen von Reith bei Seefeld dargestellt.